# Little Caesars Arena
El Little Caesars Arena es un pabellón multiusos ubicado en la Avenida Woodward de la ciudad Detroit, las más poblada del estado de Míchigan (Estados Unidos). Fue inaugurado el 5 de septiembre de 2017 y es la sede de los Detroit Red Wings de la NHL y de los Detroit Pistons de la NBA. Esto hace de Detroit la única ciudad de los Estados Unidos que tiene a sus equipos de las cuatro grandes ligas profesionales jugando en su downtown.

## Historia
El 22 de noviembre de 2016 se anunció que los Detroit Pistons también se mudarían al Little Caesars Arena, poniendo fin a 29 años de la franquicia en The Palace of Auburn Hills.
Los Red Wings estrenaron su nuevo hogar el 5 de octubre con una victoria por 4-2 ante los Minnesota Wild, mientras que los Pistons hicieron lo propio el 18 de octubre venciendo a los Charlotte Hornets por 102-90. 
También fue la sede del pago por visión (PPV) de la WWE, Hell in a Cell en 2017, en donde el evento Estelar sostuvo un Hell in a Cell match entre Kevin Owens y Shane McMahon. Asistieron 16,206 espectadores a dicho evento.